# تشارلز بي. موريس
تشارلز بي. موريس (بالإنجليزية: Charles B. Morris)‏ هو عسكري أمريكي، ولد في 29 ديسمبر 1931 في مقاطعة كارول في الولايات المتحدة، وتوفي في 22 أغسطس 1996.